# 丹尼尔·哈丁
丹尼尔·约翰·哈丁 CBE（1975年8月31日—），英国指挥家。

## 简介
丹尼尔·哈丁出生于英国牛津，曾经学习过小号。17岁时，哈丁组织一批朋友演出了勋伯格的作品《月光小丑》，并把录音寄给指挥家西蒙·拉特，得到赏识后来到其麾下伯明翰市立交响乐团担任了一年助手（1993－1994年）。1995年，刚在剑桥大学读了一年书的哈丁接到指挥家克劳迪奥·阿巴多的邀请，来到柏林爱乐担任其助手，他被阿巴多亲切地称为“我的小天才”。哈丁自称从未接受过正统的指挥学习，而他21岁时即首次指挥柏林爱乐，同年在逍遥音乐会登台表演，成为该音乐节史上最年轻的指挥。
丹尼尔·哈丁先后担任过特隆赫姆交响乐团首席指挥（1997－2000年）、不来梅德意志室内爱乐乐团艺术总监（1999－2003年）、马勒室内乐团音乐总监（2003－2011年，2011年起为荣誉指挥）、瑞典广播交响乐团音乐总监（2007年－）、巴黎管弦乐团音乐总监（2016年－）。2005年12月时，哈丁顶替先前辞职的里卡多·穆蒂指挥了《依多美尼欧》，成为第一位在米兰斯卡拉大剧院指挥音乐季开场演出的英国指挥。
作为著名的歌剧指挥，哈丁现在斯卡拉大剧院、杜林皇家剧院、维也纳国立歌剧院、普罗旺斯埃克斯音乐节等地工作，与维也纳爱乐、柏林爱乐、巴伐利亚广播交响乐团、德累斯顿国立乐团、伦敦交响乐团等著名乐团也有紧密的合作。
哈丁是曼彻斯特联足球俱乐部的球迷，此外还拥有飞行员执照。